# Athenion (Stratege Kleopatras)
Athenion war in den späten 30er Jahren v. Chr. der Stratege der ägyptischen Königin Kleopatra in Koilesyrien.

## Leben
Athenion ist nur durch die Berichte des jüdischen Historikers Flavius Josephus über Herodes bekannt. Seine Darstellung ist allerdings äußerst kleopatrafeindlich gefärbt und spiegelt dabei die negative Berichterstattung der Memoiren des jüdischen Königs über die ptolemäische Herrscherin wider, die über Nikolaos von Damaskus Eingang in Josephus’ historische Schriften fanden. Dementsprechend ist Josephus’ nicht sehr zuverlässige Berichterstattung über Kleopatra mit Vorsicht auszuwerten.
Als 32 v. Chr. die Vorbereitungen für den finalen Krieg zwischen Marcus Antonius und Octavian anliefen, wollte Herodes mit einem Heer Antonius zu Hilfe eilen, wurde aber von diesem zur Bekämpfung des Nabatäerkönigs Malchos zurückgeschickt. Josephus zufolge soll Kleopatra für diese Entscheidung des Triumvirn verantwortlich gewesen sein, was der Althistoriker Christoph Schäfer nicht glaubt. Als dann Herodes eine erste militärische Auseinandersetzung gegen die Nabatäer gewonnen hatte und diese auch in einer zweiten Schlacht bei Kanatha zu schlagen drohte, habe Athenion zugunsten der Nabatäer eingegriffen und entscheidend mitgeholfen, den jüdischen Truppen eine schwere Niederlage zu bereiten. Christoph Schäfer hält den angeblichen Angriff des Athenion für eine Erfindung des Josephus oder seiner Quellen, u. a. mit dem Argument, warum sich denn Kleopatras Stratege bei den späteren, sehr erfolgreichen Kämpfen des Herodes gegen die Nabatäer (etwa Sommer 31 v. Chr.) nicht eingemischt habe. Michael Grant steht Josephus’ Bericht weniger skeptisch gegenüber.
Über das weitere Schicksal des Athenion ist nichts überliefert.